# 藤村 (岐阜県)
藤村（ふじむら）は、かつて岐阜県恵那郡にあった村である。
現在の恵那市武並町藤に該当する。

## 大字・字
- 大字: 無し
  - 字:深萱、紅坂、下田尻、中田尻、上田尻、的場、若林、せせらせ、はんの木、廣久手、飛石、萩久保、坂、むけち、赤坂、山足、三つ石、御堂前、小僧屋敷、澤尻、桑畑、江口、細久手、笹原、針原、神田、向畑、笹尾、天神前、矢竹、中垣外、石田、はんざけ、戦場坂、紺屋洞、鳥居前、白垣外、八幡、奥屋、黒本下、森下、洞、廣畑、田島、田畑前、土井外、西ケ洞、相戸、あさみ田、山本

## 歴史
- 江戸時代、岩村藩領であった。
- 慶長9年(1604年)2月の江戸幕府の命により藤深萱の中山道に一里塚が設置された。
- 明治22年(1889年）7月1日 - 町村制により藤村が発足。
- 明治30年(1897年）4月1日 - 竹折村(旧)と合併し、竹折村(新)発足。同日藤村は廃止。のちに竹折村(新)は改称して武並村となる。

## 神社・仏閣
- 武並神社[2]
  - 旧竹折村の武並神社[3]とともに武並村（竹折村(新)が改称）の由来となった神社。